# Eddie Carroll
Eddie Carroll (Edmonton, 5 de setembro de 1933 - 6 de abril de 2010) foi um ator canadense, conhecido por dublar o Grilo Falante na versão original em inglês.

## Filmografia
- Barney's Great Adventure
- Jiminy Cricket's Christmas
- Mickey's Christmas Carol